# اشتباكات حزب الله وسوريا (2024–الآن)
منذ سقوط نظام الأسد في 8 ديسمبر من عام 2024 بعد هجوم المعارضة السورية بقيادة هيئة تحرير الشام، وقعت عدة اشتباكات بين الحكومة الانتقالية السورية التي تم تشكيلها حديثًا وحزب الله، الذي دعم سابقًا نظام الأسد خلال الحرب الأهلية السورية، وخاصة على طول الحدود اللبنانية السورية. تدور الاشتباكات في المقام الأول حول العداوات الجيوسياسية وقضايا تهريب الكبتاجون، حيث تسعى الحكومة السورية الجديدة إلى منع نقل الأسلحة الإيرانية إلى حزب الله.